# Meandre del Melero
El meandre del Melero és un revolt o torcera molt pronunciat que forma el curs del riu Alagón que es troba al límit oriental de la serra de Gata dins la comarca de Las Hurdes, dibuixant la frontera entre les províncies de Càceres i Salamanca.
És un paratge natural de gran bellesa i segons el nivell de l'embassament de Gabriel y Galan pot convertir-se en una illa.
Als voltants d'aquest meandre es troben les ruïnes dels despoblats d'Arrofranco i Martinebrón, i des del poble Riomalo de Abajo hi ha una pista forestal que dona accés al meandre.
El meandre pertany al Parc Natural Las Batuecas en la serra de França. La imatge del meandre sovint s'utilitza per representar el nord de la província de Càceres, que es pot observar des d'El Mirador de l'Antigua. Es poden practicar descensos en canoa o catamarà, pesca o albirament d'aus. El mirador ofereix una àmplia panoràmica sobre el riu i les serres que l'envolten, i és el lloc perfecte per observar les aus.
La fauna que predomina en la zona està formada per guineus, cabres salvatges, cérvols, senglars, conills i salamandres. Però, sobretot, destaca la presència d'algunes espècies protegides com la cigonya negra, el voltor negre i comú, l'àguila, el gat salvatge i la llúdriga. Una bona època per visitar el meandre és durant la temporada de la brama, que té lloc de setembre a octubre.
La vegetació està constituïda per plantes autòctones i arbres. La major part dels boscos han estat repoblats de pins. Hi ha diversos senders recòndits i paisatges abruptes amb combinacions de boscos d'alzines i arboços de zones ombrívoles.
Predominen els boscos mixtos de roure, castanyer i alzina surera, que estan en un estat de conservació excepcional, i d'acord amb l'orografia de la zona, es troben ginebres als vessants rocosos i verns dels cursos fluvials.
El meandre es caracteritza per la presència d'una gran varietat de vegetació amb abundància d'estepes, ginestes i brucs. A banda d'aquestes espècies es poden trobar plantes arbòries rares com la moixera, el grèvol i, especialment, el teix.